# デュー あの時の君とボク
『デュー あの時の君とボク』（デュー あのときのきみとボク、タイ語: ดิว ไปด้วยกันนะ、英語: Dew）は、2019年10月31日にタイで公開された青春恋愛映画。
イ・ビョンホンが主演した韓国映画『バンジージャンプする』をリメイクした、同性の転校生に惹かれる男子高校生の純情を描いた作品である。監督は『ミウの歌〜Love of Siam〜』のチューキアット・サックヴィーラクルで、CJ MAJOR Entertainmentが制作し、スコラワット・カナロス、ヤリンダー・ブンナーク、パワット・チットサワンディ、サダノン・ドゥーロンカウェロー、ダリサ・カーンポ、アパシリ・ニティポン、ワラパン・ヌイットラクールらが出演する。

## ストーリー
今ほどLGBTQに対する理解がなかった1996年、タイの小さな町に暮らす高校生のポップ（サダノン・ドゥーロンカウェロー）は、転校生のデュー（パワット・チットサワンディ）と出会う。友情を育みながらもお互いに惹かれあっていくが、保守的な彼らの町や学校で、彼らは素直に愛情を表現することができずにいた。「一緒にバンジージャンプしよう！」という目標に向かって過ごしていたある日、2人の関係性を変えてしまう出来事が起こる。そして23年後の2019年、結婚し教師として母校に戻ってきたポップ（スコラワット・カナロス）は、なぜか彼の教え子である女子高生リウ（ダリサ・カーンポ）に惹かれていく。

## キャスト
※括弧内は日本語吹替
- ポップ/クリタポップ: スコラワット・カナロス（タイ語版）（水島大宙） - 新任の臨時教員。
  - 高校時代: サダノン・ドゥーロンカウェロー（タイ語版）（水島大宙）
- デュー: パワット・チットサワンディ（葉山翔太） - 転校生。
- リウ/ナッチャー: ダリサ・カーンポ（大橋彩香） - ポップの生徒。高校1年生。
- オーン: ヤリンダー・ブンナーク（タイ語版）（兼田めぐみ） - ポップの妻。
- トップ: パンタック・カンカム（荻原秀樹） - リウのボーイフレンド。高校3年生。
- デューの母親: アパシリ・ニティポン（タイ語版）（井上カオリ）
- ラチャニー先生: ワラパン・ヌイットラクール（タイ語版） - ポップの上司。

## 製作
監督を務めたチューキアットは、2018年に映画『ミウの歌〜Love of Siam〜』を監督したが、その撮影や『デュー』の撮影にも参加していた恋人が悪性リンパ腫により死亡したことがこの映画制作に大きな影響を与えている。
CJ MAJOR Entertainmentは、チューキアットに原作の韓国映画『バンジージャンプする』の脚本をもとに映画制作を依頼。チューキアットは、一部自分の体験を織り交ぜて脚本を書き上げており、原作は片思いの青年の物語だったが、本作ではデューとポップの2人の物語に変更された。当初「That March」という仮タイトルが付けられていた。チューキアットはこの映画のキーワードを次のように設定している。「人は誰でも美しい過去を持っている。そして、人生において間違いを犯すこともある。しかし、それらが私たちの人生を引き留めないように、前進していかなければならないのだ。」 
キャスティングにおいては、チューキアットがポップ役にはスコラワット・カナロスをキャスティングすることを提案した。撮影はチェンマイ、メーアーイ ウィタヤーコム校、ファーン郡にて行われた。
2回のテスト上映が行われ、本公開前に7つの編集が加えられた。

## 音楽
- I’m Not Alone（主題歌） - Zach Holmes & Neny[15][16]
- ดีเกินไป（ディークンパイ） - Smile Buffalo[17]
- ...ก่อน（コーン）（アコースティックバージョン）- モダンドッグ
- รบกวนมารักกัน（ロブクーワンマラカン） - タタ・ヤン
- รุ้ง（Rainbow Song） - OMD
- ...ก่อน（コーン）（カバーバージョン） - ウィウィシット・ヒランヤウォンクン

## 日本公開
2021年7月2日より全国の劇場で順次公開される。
2021年12月17日よりAmazon Prime・U-NEXT・他にて配信開始。2021年12月24日よりDVD発売。